# Nyctixalus
Nyctixalus – rodzaj płazów bezogonowych z podrodziny Rhacophorinae w rodzinie nogolotkowatych (Rhacophoridae).

## Zasięg występowania
Rodzaj obejmuje gatunki występujące w nizinnych i górskich lasach deszczowych wysp Mindanao, Leyte, Bohol, Palawan i Basilan w Filipinach; półwyspowej części Tajlandii (Yala) i Mjanmy; północnego Borneo (Sabah i Sarawak, Malezja, Brunei i północny Kalimantan w Indonezji) oraz północnej Sumatry na wysokości 50–100 m n.p.m. i Jawy; prawdopodobnie także w Wietnamie.

## Systematyka

### Etymologia
- Nyctixalus: gr. νυκτι- nukti- „nocny”, od νυξ nux, νυκτος nuktos „noc”[6]; ιξαλος ixalos „skaczący, zwinny”[7].
- Hazelia: Hazel Frank Taylor, żona Edwarda Harrisona Taylora[3]. Gatunek typowy: Hazelia spinosa Taylor, 1920; młodszy homonim Hazelia Walcott, 1920 (Porifera).
- Edwardtayloria: Edward Harrison Taylor (1889–1978), amerykański herpetolog[4]. Nazwa zastępcza dla Hazelia Taylor, 1920.

### Podział systematyczny
Do rodzaju należą następujące gatunki:
- Nyctixalus margaritifer Boulenger, 1882
- Nyctixalus pictus (Peters, 1871) – nocolotka malowana[8]
- Nyctixalus spinosus (Taylor, 1920)